# Primera Junta (stacja metra)
Primera Junta - stacja metra w Buenos Aires, na linii A. Znajduje się pomiędzy stacjami Acoyte a Puan. Stacja została otwarta 1 kwietnia 1914.